# Parisangulocrinus
Parisangulocrinus is een geslacht van uitgestorven zeelelies, dat leefde van het Siluur tot het Carboon.

## Beschrijving
Deze zeelelie had een lage kelk met een brede, waaiervormige, sterk vertakte kroon en een lange, op doorsnede ronde, slanke steel. De kelk was samengesteld uit meerdere grote kalkplaten met lange, veelvuldig vertakte armen. De normale kelkdiameter bedroeg ongeveer 1,5 cm.

## Leefwijze
Dit geslacht bewoonde ondiepe wateren. Het zat vastgehecht aan de zeebodem met een gesteelde wortel. Voedsel werd vergaard door de armen als een waaier uit te strekken. Onverteerbare voedselresten werden afgevoerd door een lange buis die tussen de armen uitmondde.